# モテ・デ・ケソ

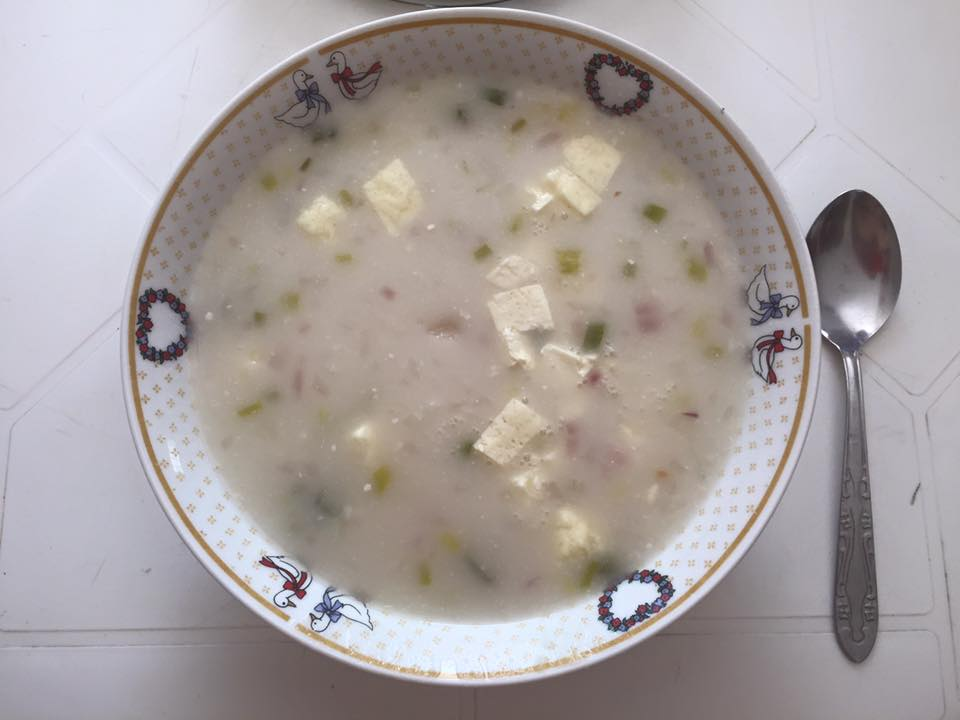
モテ・デ・ケソの例

モテ・デ・ケソ（スペイン語: mote de queso）はコロンビア・カルタヘナのスープ料理。
ヤムイモを細かく刻み、タマネギ、ニンニクと共に煮込み、チーズで味付けしたスープである。
アフリカからの移民によって考案されたとされる。